# 広深香菜
広深 香菜（ひろみ かな、6月6日 - ）は、日本の元女性声優。主にアダルトゲームに声をあてている。
2021年1月、所属事務所『AG-promotion』通知より2021年3月いっぱいを以って声優業を廃業し、引退をする旨の発表が行われた。2021年3月26日に行われるキャララが公式での配信ものではラスト出演となる。

## 出演作品
太字は主役・メインキャラクター

## PCゲーム

### 2014年
- おかずパラダイス Sweet＆Darkness (菖蒲沢 時雨)[1]
- 姉妹触手寝取り 人外の快楽でイき狂う二匹の雌の物語 (颯谷 璃駆)[2]

### 2015年
- 繋がらない携帯電話 ～ただいま他の男とめちゃめちゃセックス中～ (宇甘 菜々子)[3]
- 光翼戦姫エクスティア (久遠)
- 私立 寝取り学院2 －続・10人の彼氏持ち女子校生を“寝取って激イキ”させろ!－ (春日部 有栖)[4]
- 保護者狩り (愛宕 美咲)[5]
- 痴漢王 ～淫国の創造者～ (秘書)
- 真痴漢王 (アストリッド・アフィオセミオン・ガードネリィ)[6]

### 2016年
- 光翼戦姫エクスティアII (久遠今日子)
- 学園みんなの性処理係 ～ドスケベ奉仕委員会ぱこぱこ活動記録!～ (撞木 かなえ)[7]
- Pure Marriage ～赤い糸物語 まどか編～ (花咲 さくら)[8]

### 2017年
- 透けちゃって!! ～九死に一生を得て濃密セカンドライフ～ (石河 龍珠)[9]
- 春音アリス＊グラム (浮気 澪)[10]
- トレジャーハンタークレア ～精液を集める冒険家～ (ミリス)[11]
- あまエロ ～童貞君を優しくエスコート～ (尽田 那月)[12]
- Pure Marriage ～赤い糸物語 セリカ編～ (花咲 さくら)[13]
- ハーレムゲーム2 ～普通じゃない主人公がハーレムを築くファンタジー(?)～ (轟 早苗)[14]
- Pure Marriage ～赤い糸物語 さくら編～ (花咲 さくら)[15]

### 2018年
- Pure Marriage ～赤い糸物語 ハーレム編～ (花咲 さくら)[16]
- はーれむ村 ～童卒不可避! 子種提供は村の掟です!!～ (桃香、他)[17]
- 貸し出し妻、真由美の”ネトラセ”報告 (高坂 真由美)[18]
- まおてん (長良屋 白蛇)[19]
- 家神女房～残念美人な白狐と同棲始めました。～ (うかの)[20]
- メス堕ち！オレのネトリ棒で淫らに喘ぐ先輩＆後輩妻 (白河 紗都音)[21]
- はるかどらいぶ！ (香奈子)[22]

### 2019年
- 白恋サクラ＊グラム (浮気 澪)[23]
- 貸し出し妻、真由美の“ネトラセ”報告２敏感妻とひとつの“嘘” (高坂 真由美)[24]
- メス堕ち！巨乳水着妻達とのラブエロスイミング！ (吉野 海里)[25]
- 錬精術士コレットのHな搾精物語　～精液を集める錬精術士～ (シルヴィア・L・ブレイブ)[26]
- はるかどらいぶ! Plus Edition (香奈子)[27]
- いつまでも息子のままじゃいられない! 5 ～巨乳おっとりママのあったかおっぱいに包まれながら甘えたいっ!～ (小清水 沙苗)[28]

### 2020年
- 神様のしっぽ ～干支神さまたちの恩返し～(ききょう)[29]
- 神様のしっぽ ～浅葱家、とある日の愛のしらべ～ (ききょう)
- 魔導士ティアと不思議な大図書館 ～Hな鑑定と恥療で世界を救う淫乱魔導士～
- 保健室のセンセーとシャボン玉中毒の助手(淡雪 麻衣子)[30]
- 家神女房 -イエガミニョウボウ- ～残念美人な白狐と同棲始めました。～ アフター(うかの)[31]
- 魔滅姫ミコト ～受精必至の異種姦獄～(ヴィーネ)[32]

## ソーシャルゲーム
- 戦国プロヴィデンス (足利義輝、大友宗麟、海神、河伯、空狐、小島弥太郎、相良義陽、猿神、酒呑童子、相馬義胤、帝釈天、原マルチノ、火之迦具土神、細川ガラシャ、前田利政、松平清康、柳生宗矩、山県昌景）

## ゲームソフト
- 春音アリス＊グラム Snow Drop (PlayStation 4/PlayStation Vita) (浮気 澪)[33]

## 音声作品
-役名表記がある物のみ括弧内に掲載。
- 【時計の音と退行催眠】『クロック・クロック・ヒプノシス～時計じかけの年齢退行催眠～』 (ラビット)[34][35]

## ラジオ
- 世界を目指すラジオ (第1回 - 第24回）
- ないある! (第114回 - 第133回(最終履歴))

## 歌
- 透けちゃって！（『透けちゃって!! ～九死に一生を得て濃密セカンドライフ～』OP）
  - 歌：花澤さくら・夢月やみ・姫乃木つばさ・広深香菜
- ここは夢だけで作られた世界（『透けちゃって!! ～九死に一生を得て濃密セカンドライフ～』ED）
  - 歌：夢月やみ・姫乃木つばさ・広深香菜・DJ KING
- PureMarriage ～妹背泡沫～ (Pure Marriage ～赤い糸物語 さくら編～ OP)
  - 歌：花咲さくら（CV：広深香菜）

## イベント
- 美少女ゲームフェア キャララ
  - キャララガールズ（2016年9月16日 - ）

## インターネット番組
- ぷれキャララ！（2015年 - 2018年、ニコニコ生放送）
- キャララBSステーション MC - ※夢月、姫乃木との持ち回りで担当（2016年 - 2018年 、ニコニコ生放送）